# Суйсарь
Су́йсарь (карел. Suisuari) — старинная деревня в составе Заозерского сельского поселения Прионежского района Республики Карелия, комплексный памятник истории.

## География
Расположена на западном берегу Кондопожской губы в северо-западной части Онежского озера.

## История
С XV века поселение в составе Обонежской пятины Новгородской земли.
С конца XIX века село включало деревни: Суйсарь на острове, Северную Суйсарь, Среднюю Суйсарь, Южную Суйсарь (Педри-Наволок), Кулля, была построена Ильинская церковь (сгорела в 1993 году), школа, две водяные мельницы.
В довоенное время действовал Суйсарский лесозаготовительный пункт Прионежского лесхоза, имелась узкоколейная железная дорога с конной и мотовозной тягой.
В 1957 году деревни суйсарьского гнезда были юридически объединены в село.
Окрестности Суйсари, в особенности берега губы Копыто известны месторождением халцедонов и агатов, в 1930-х годах в этих местах производилась их промышленная заготовка.

## Население
| 2002 | 2009 | 2010 | 2013 |
| ---- | ---- | ---- | ---- |
| 36   | ↗37  | ↗45  | ↘41  |

## Известные люди
- Крестьянин деревни Суйсарь Абрамов Василий Андреевич, участник Русско-японской войны, сигналист 123-го Козловского полка, был награждён знаком отличия военного ордена Святого Георгия 4-й степени[8].
- Крестьянин деревни Суйсарь Ерошкин Иван Андреевич (1893—1916), участник Первой мировой войны, младший унтер-офицер, был награждён знаком отличия военного ордена Святого Георгия 4-й степени. Убит в бою[8].
- Крестьянин деревни Суйсарь Горбачёв Степан Игнатьевич, участник Первой мировой войны, младший унтер-офицер, был награждён знаком отличия военного ордена Святого Георгия 4-й степени[8].

## Достопримечательности
- Памятник архитектуры XIX века — кузница из деревни Суйсарь была перенесена в музей-заповедник «Кижи».[9]